# NGC 5923
NGC 5923 é uma galáxia espiral barrada (SBbc) localizada na direcção da constelação de Boötes. Possui uma declinação de +41° 43' 35" e uma ascensão recta de 15 horas, 21 minutos e 14,1 segundos.
A galáxia NGC 5923 foi descoberta em 1828 por John Herschel.